# Premi Catalunya de l'Esport
El Premi Catalunya de l'Esport va ser creat el desembre del 2010 amb l'objectiu de distingir els esportistes i les entitats esportives que més contribueixin a projectar l'esport català a nivell estatal o internacional. És una iniciativa de la Secretaria General de l'Esport —de la Generalitat de Catalunya— i té el suport de TV3 i Catalunya Ràdio.
Prèviament al procés de votació, el públic pot presentar els seus candidats al lloc web elsesports.cat; els deu candidats més proposats són els que passen a la fase final. Un jurat especialitzat tria llavors el guanyador, que recull finalment el premi en una emissió especial del programa Esport Club.
Va ser convocat en una sola ocasió l'any 2010 i el guanyador va ser Xavi Hernández.

## Historial

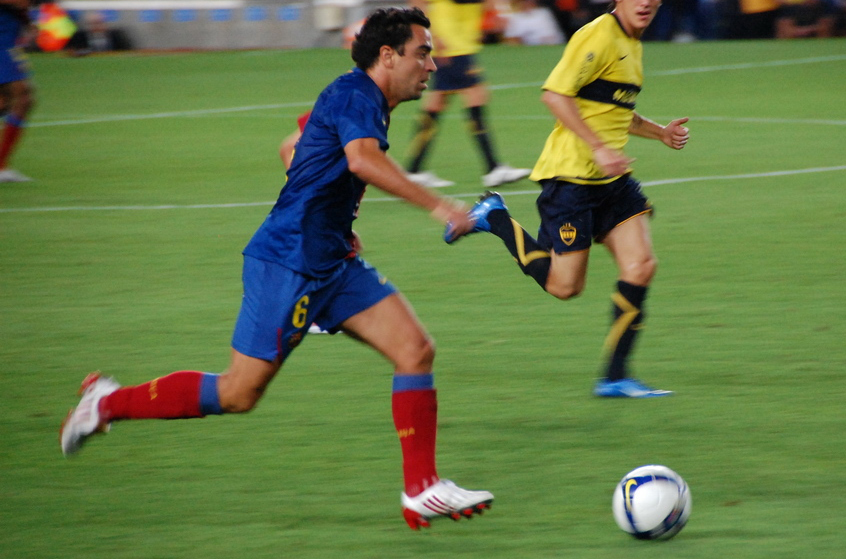
Xavi Hernández, el primer guardonat.

| Edició | Any  | Guardonat                | Esport | Club                  |
| ------ | ---- | ------------------------ | ------ | --------------------- |
| I      | 2010 | Xavier Hernández i Creus | Futbol | Futbol Club Barcelona |